# Pazinski kolegij – klasična gimnazija
Pazinski kolegij – klasična gimnazija je mješovita katolička škola i đački dom s pravom javnosti. Osnovana je zauzimanjem Antuna Heka, te potporom biskupa Antuna Bogetića i drugih crkvenih i državnih vlasti. Povelju o početku obnove zgrade i otvaranja kolegija potpisao je predsjednik Republike Franjo Tuđman 31. siječnja 1993., a prvi učenički naraštaj upisan je u rujnu te godine. Zauzimanjem monsinjora Heka, prvoga ravnatelja škole, izgrađena je i športska dvorana, a za potrebe smještaja učenika Porečko-pulska biskupija izgradila je 2004. novi Đački dom kolegija.

## Povijest
Zgrada Pazinskoga kolegija podignuta je 1914. prema projektu Anselma Wernera u neorenesansnom slogu, kao konvikt, tj. đački dom, što ga je Đačko pripomoćno društvo (utemeljeno u Pazinu 1899.) naumilo osnovati kao potporu Državnoj gimnaziji na hrvatskom jeziku. Sredstva su prikupljana od hrvatskih općina te kulturnih i novčarskih društava u Istri, a vodili su se pregovori s tršćanskim i krčkim biskupom. Nakon smrti tršćanskoga biskupa A. M. S. Šterka 1901., koji je podupirao inicijativu, aktivnosti su zastale sve dok Dinko Trinajstić i Vjekoslav Spinčić nisu od biskupa Josipa Jurja Strossmayera 1903. dobili potporu i pomoć. Veliku su pomoć 1905. poslali i narodni zastupnici iz Splita, koji su odlučili višak novca od prikupljanja pomoći nastradalima u Banovini dati za izgradnju đačkog doma za siromašne učenike hrvatske gimnazije. Potom je biskup Antun Mahnić nakon obilaska Pazina 1908. osigurao znatnu financijsku potporu Krčke biskupije zakladom biskupa Franje Anijana Feretića, te postigao dogovor s austrijskim salezijancima da preuzmu dužnost odgojitelja u novoj ustanovi. Tom je prilikom zavod nazvan Đačko pitomište Dobrila-Feretić te je tršćanski biskup Franz Xaver Nagl napokon dao svoj pristanak.
Zgrada vrijedna 300000 zlatnih austrijskih kruna izgrađena je 1913. – 1914. Međutim, zbog Prvog svjetskog rata nije se koristila za prvotnu namjenu. Nakon 1918. talijanske su vlasti zaplijenile zgradu, pa je od 1927. do 1943. u njoj bio internat za đake na talijanskom jeziku Convitto Fabio Filzi.
Zauzimanjem Bože Milanovića zgrada je 1945. vraćena Crkvi. Od tada je u njoj djelovalo Biskupsko sjemenište s klasičnom gimnazijom, središte odgoja katoličkih svećenika. Dugogodišnji je ravnatelj sjemeništa bio Božo Milanović, a podravnatelj Miroslav Bulešić. U sjemeništu je od 1955. do 1965. djelovala i Visoka teološka škola iz Rijeke. No, zbog smanjena broja učenika ono je 1980. zatvoreno, a od 1991. do 1993. u zgradi je privremeno, zbog ratnih nedaća, bila smještena sjemenišna gimnazija iz Zadra.

## Ustroj

### Učenički dom
Novi učenički dom Pazinskog kolegija sagrađen je 2004. godine. Zgrada ima tri kata i smještajni kapacitet od oko stotinu učenika. U prizemlju zgrade 2007. godine otvorena je knjižnica.

### Knjižnica
Knjižnica posjeduje oko 15.000 svezaka knjižne građe, a fond je obogaćen i donacijama svećenika Ernesta Radetića, Ratislava Udovičića, Ive Mihovilovića, Antuna Heka, Bože Jelovca, Bože Milanovića i drugih. Knjižnica posjeduje inkunabule, te leksikografska izdanja, gramatike i književna djela iz vremena od 17. do 19. stoljeća, te zbirku raznih jezičnih izdanja Biblije.

### Školski list i godišnjak
Škola je izdavala školski list Osmi sat i godišnjak Klasičar.

## Poznate osobe
Sjemenište je tijekom više desetljeća pohađalo oko 1300 štićenika različitih nacionalnosti (Hrvata, Slovenaca, Mađara, Albanaca, Makedonaca, Crnogoraca), među kojima mnogi potonji vrijedni djelatnici iz crkvenog i javnog života, npr. kardinal Josip Bozanić, biskupi Josip Pavlišić, Dragutin Nežić, Antun Bogetić, Anton Tamarut, Metod Pirih, Slavomir Miklovš, Ivan Milovan, Mile Bogović, Ivan Devčić, više doktora bogoslovnih znanosti, misionara, uglednih znanstvenika i dr.

## Nagrade i priznanja
- 2019.: Plaketa grada Pazina, za 25 godina uspješnog djelovanja i postignute rezultate u području srednjoškolskog odgoja, obrazovanja i organizacije izvannastavnih sportskih, kulturno-umjetničkih, humanitarnih i drugih aktivnosti koje doprinose kvaliteti odgoja učenika te obogaćuju društveni život Grada Pazina[5]

## Vanjske poveznice
Mrežna mjesta
- Pazinski kolegij, službeno mrežno mjesto
- Pazinski kolegij na stranicama Leksikografskog zavoda Miroslav Krleža, pristupljeno 24. svibnja 2013.
- Katalog knjižnice Pazinskog kolegija